# Michelle Bolsonaro
Pour les articles homonymes, voir Bolsonaro.
Michelle de Paula Firmo Reinaldo Bolsonaro, connue sous le nom de Michelle Bolsonaro, née le 22 mars 1982 à Ceilândia (District fédéral, Brésil), est une femme politique brésilienne.
Elle est l'épouse de Jair Bolsonaro, président de la république fédérative du Brésil de 2019 à 2023.
Par la suite, elle préside la branche féminine du Parti libéral (PL).

## Biographie

### Origines et carrière professionnelle
Fille d'un conducteur de bus et d'une femme au foyer, Michelle de Paula Firmo Reinaldo grandit dans un quartier pauvre, à côté de favelas. Sa famille est confrontée à de nombreux drames (grand-père assassiné, grand-mère emprisonnée pour trafic de drogue, oncle mafieux, etc.).
Après sa scolarité secondaire, elle est embauchée comme démonstratrice de produits dans des supermarchés. Elle devient ensuite assistante parlementaire du député socialiste Marco Ubiali (en) au Congrès.

### Rencontre et mariage avec Jair Bolsonaro

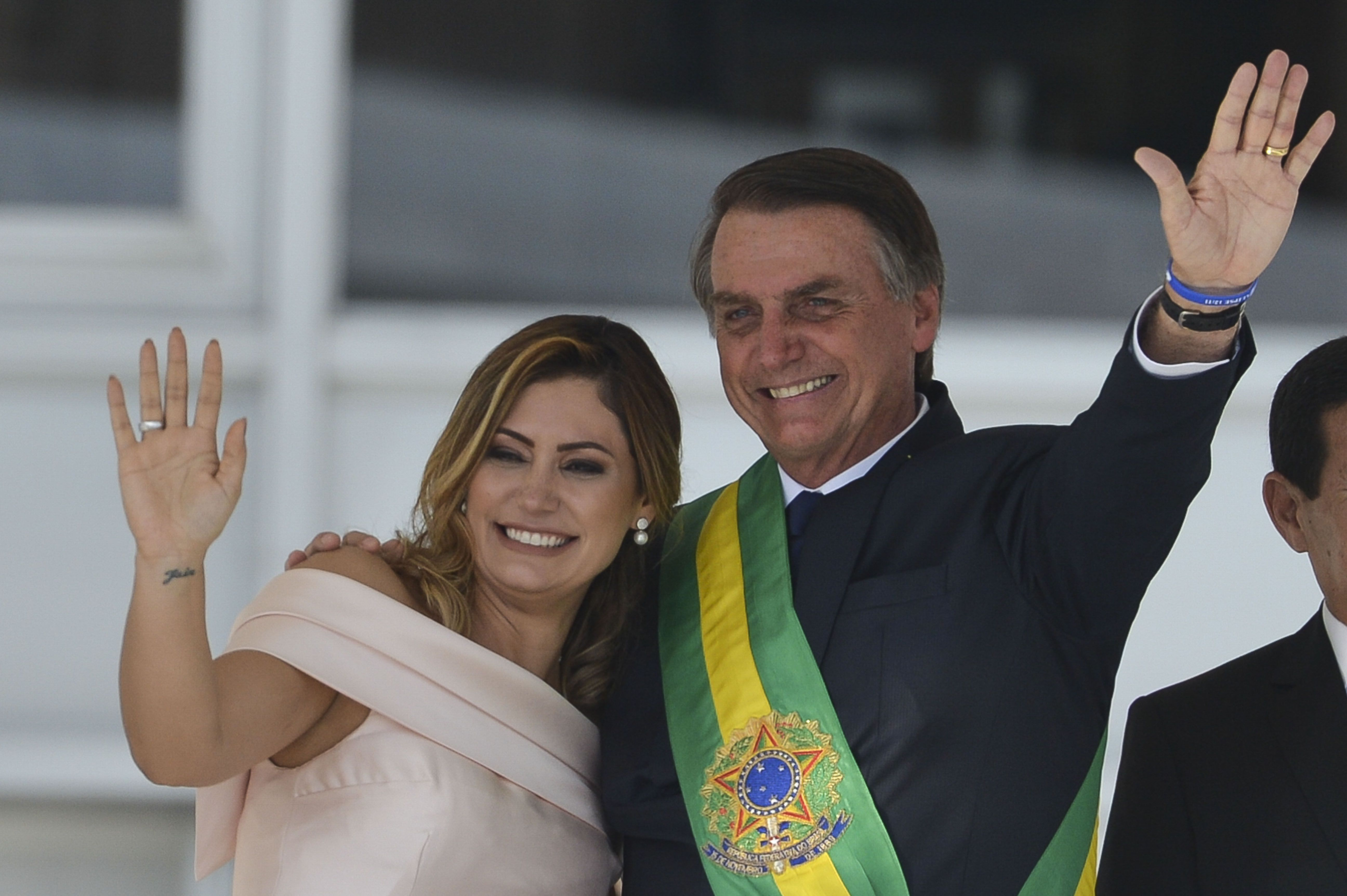
Le couple Bolsonaro, lors de l’investiture de Jair Bolsonaro le 1er janvier 2019.

En 2007, Michelle Reinaldo rencontre le parlementaire Jair Bolsonaro à la Chambre des députés. Celui-ci lui propose de travailler avec lui et ils entretiennent dès lors une relation amoureuse. Jair Bolsonaro divorce de sa seconde épouse et se marie avec sa maîtresse en 2013. Après ce mariage, Michelle Bolsonaro est contrainte de quitter son emploi d’assistante parlementaire en raison d’une législation anti-népotisme.
Elle a une fille avec Jair Bolsonaro, Laura, née en 2010. Elle est également mère d’une fille née en 2002 d’une précédente union avec un ingénieur,.
Son nom apparaît dans l’affaire Queiroz de détournement de fonds. Selon des enquêteurs, l’Assemblée législative de l’État de Rio de Janeiro versait des indemnités parlementaires et payait des dépenses diverses à des hommes de paille, qui les reversaient ensuite aux parlementaires ou à leurs proches. L’enquête relève aussi des paiements en chèques, dont l’un au bénéfice de Michelle Bolsonaro. Le magazine Crusoé affirme en août 2020 que Michelle Bolsonaro a reçu une vingtaine de chèques, pour un total d'environ 22 000 dollars, entre 2011 et 2016,.

### Première dame du Brésil
Jair Bolsonaro devient président du Brésil le 1er janvier 2019. Michelle Bolsonaro est alors la première « Première dame du Brésil » à s’exprimer en langue des signes lors d’une cérémonie d'investiture. Son discours au palais du Planalto bénéficie alors d'une traduction simultanée en portugais,.
Michelle Bolsonaro se montre dans un premier temps très discrète et la journaliste Ciça Guedes, co-auteure d'un livre sur les Premières dames brésiliennes, écrit : « Michelle Bolsonaro représente un effroyable retour en arrière : en public, elle donne l’image d’une femme soumise, à la disposition de son mari ». Elle est perçue comme plus « politiquement correcte » que son époux.
Cependant, elle s'investit progressivement en public pour défendre la cause des personnes handicapées, le volontariat et la langue des signes.
Affichant sa proximité avec l’Église évangélique brésilienne, elle fait retirer dans les résidences présidentielles les œuvres liées aux rites afro-brésiliens, qu'elle considère « sataniques ». Au palais de l'Aurore, elle crée un ciné-club chrétien. Exerçant en privé une réelle influence politique, elle soutient notamment la nomination de son amie pasteure fondamentaliste, Damares Alves, au poste de ministre de la Famille, et du pasteur André Mendonça au Tribunal suprême fédéral.

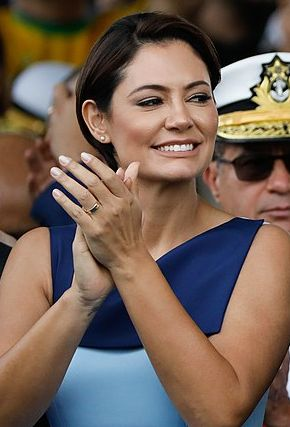
Michelle Bolsonaro en 2022.

Durant la campagne présidentielle de 2022, elle est particulièrement mise en avant par Jair Bolsonaro, pour ses capacités oratoires et sa popularité chez les évangéliques,.

### Après le Planalto
Six mois après son départ de la présidence, Jair Bolsonaro est condamné à huit années d'inéligibilité pour abus de pouvoir, ce qui l'empêche de se présenter à l'élection présidentielle de 2026. Devenue présidente de la branche féminine du Parti libéral (PL), Michelle Bolsonaro est alors pressentie pour briguer la vice-présidence du pays.
L'universitaire Camila Rocha analyse : « Elle a une communication qui n’est pas agressive, qui n’est pas belliqueuse. Et c’est pour ça qu’elle a été mobilisée. On a ensuite remarqué qu’elle était très charismatique, qu’elle parlait bien en public et que ça marchait bien pendant la campagne [de 2022] et c’est la raison pour laquelle elle a ensuite eu un rôle dans le Parti libéral ».

## Vie personnelle
Elle est chrétienne baptiste, membre de l'Église baptiste Attitude de Rio.